# Regola (rione de Roma)

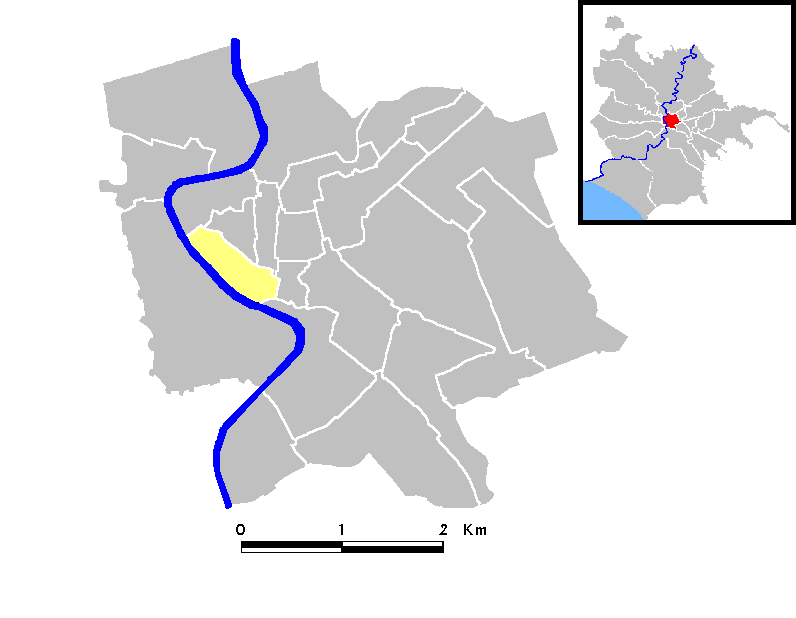
Map of Rione VII - Regola.

Regola é um dos vinte e dois riones de Roma, oficialmente numerado como Rione VII, localizado no Municipio I. Seu nome vem de "Arenula" (um termo ainda presente na moderna Via Arenula), uma espécie de areia ("arena") fina que Tibre deixava para trás depois de suas cheias e que formou faixas arenosas na margem esquerda.

## História

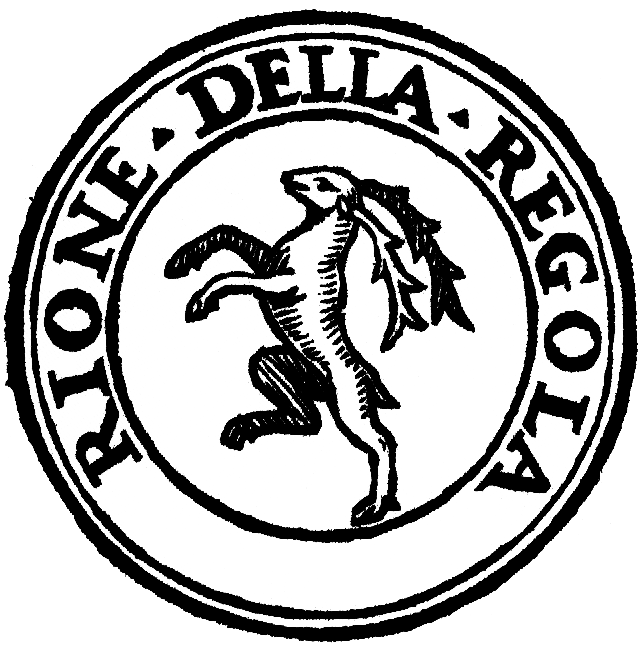
Brasão de Regola: um veado empinando num fundo turquesa.

No período imperial, a área era parte do Campo de Marte e a principal referência em Regola era o Trigário (em latim: Trigarium), o estádio onde os corredores da "triga" (uma biga com três cavalos) treinavam.
O imperador Augusto dividiu Roma em 14 regiões e, neste período, a área do rione Regola pertencia à Região IX - Circo Flamínio. Na Idade Média passou a fazer parte da região 7 (Pompeu) juntamente com o rione Parione, mas suas fronteiras na época eram obscuras.
Por conta das frequentes enchentes do Tibre, a área era considerada insalubre e foi drenada no final da Idade Média. Em 1586, quando o rione Borgo foi criado, o número de riones foi aumentado e Regola tornou-se o Rione VII, com o nome em latim de "Arenule et Chacabariorum". Em 1875, depois que as margens do Tibre foram muradas, a aparência do local mudou completamente, principalmente pela remoção da vegetação que crescia na margem do rio havia séculos.

## Vias e monumentos
- Campo de' Fiori
- Lungotevere De' Cenci
- Lungotevere dei Sangallo
- Lungotevere dei Tebaldi
- Lungotevere dei Vallati
- Monte di Pietà
- Piazza Capo di Ferro
- Piazza delle Cinque Scòle
  - Fonte da Piazza delle Cinque Scole
- Piazza Farnese
  - Fonte da Piazza Farnese
- Piazza della Moretta
- Piazza della Quercia
- Ponte Garibaldi
- Ponte Giuseppe Mazzini
- Ponte Sisto
- Portico a Via Capodiferro
- Via dei Banchi Vecchi
- Via Giulia

## Edifícios

### Palácios
- Albergo della Vacca
- Casa dell'Arciconfraternita della Carità (Via dei Farnesi, 79)
- Casa di Alessandro Lancia
- Casa di Pietro Paolo della Zecca
- Casa Ricci
- Case di San Paolo
- Palazzo Alberteschi Salomoni
- Palazzetto Alibrandi
- Palazzetto dell'Arciconfraternita di Santa Caterina da Siena (Via di Monserrato, 111)
- Palazzo d'Aste Sterbini
- Palazzo Baldoca Muccioli
- Palazzo Barberini ai Giubbonari
- Palazzo Bossi
- Palazzetto Cardelli (Vicolo delle Grotte, 20)
- Palazzo Capponi dall'Olio‎
- Palazzo dei Cavalieri dell'Ordine Teutonico (Via del Mascherone, 57)
- Palazzo Cenci
- Palazzetto Cenci
- Palazzo Cenci-Bolognetti (Piazza delle Cinque Sole)
- Palazzo Cieco (Piazza di Santa Caterina della Rota)
- Palazzo Cisterna
- Palazzo della Confraternita dei Macellai (Piazza della Quercia)
- Palazzo Falconieri
- Palazzo Farnese, sede da embaixada da França.
- Palazzo Fioravanti
- Palazzo Fredi
- Palazzo Fusconi Pighini
- Palazzetto Giangiacomo
- Palazzo Giangiacomo Brechi
- Palazzo Incoronati
- Palazzo Mandosi Mignanelli
- Palazzo Mastrozzi
- Palazzetto Mocari
- Palazzo del Monte di Pietà
- Palazzo Montoro
- Palazzo Panizza
- Palazzo Podocatari
- Palazzo dell'Ordine Teutonico
- Palazzo Ossoli
- Palazzo Piacentini (Ministério da Justiça)
- Palazzo Ricci
- Palazzo Rocci Pallavicini
- Palazzo Santacroce alla Regola
- Palazzo e Galeria Spada, com a famosa Perspectiva de Borromini
- Palazzetto Spada (Via Capodiferro, 7)
- Palazzo Specchi
- Palazzetto Specchi (Via di San Paolo alla Regola)
- Palazzo di Urbano VIII
- Palazzo Varese

### Outros edifícios
- Carceri Nuove
- Collegio Ecclesiastico a Ponte Sisto
- Collegio Ghislieri
- Collegio dei Missionari dello Spirito Santo (Piazza di San Salvatore in Campo)
- Convento di Santa Caterina della Rota (Via di San Girolamo della Carità, 80)
- Conservatorio delle Zoccolette (Conservatorio dei Santi Clemente e Crescentino)
- Corte Savella
- Galleria Spada
- Liceo Ginnasio Statale Virgilio (Collegio Ghislieri)
- Ospizio dei Convalescenti e Pellegrini
- Ospizio dei Mendicanti (Via delle Zoccolette)
- Ospizio di San Girolamo della Carità (Via di San Girolamo della Carità)
- Venerabile Collegio Inglese (English College)

### Igrejas
- Santa Brigida
- Santa Caterina da Siena a Via Giulia
- Santa Caterina della Rota
- Sant'Eligio degli Orefici
- San Filippo Neri
- San Girolamo della Carità
- Santi Giovanni Evangelista e Petronio dei Bolognesi
- Santa Lucia del Gonfalone
- Santa Maria in Monserrato degli Spagnoli
- Santa Maria in Monticelli
- Santa Maria dell'Orazione e Morte
- Santa Maria del Pianto
- Santa Maria della Quercia (Santa Maria dei Macellari)
- San Paolo alla Regola
- Palazzo Salomoni Alberteschi
- San Salvatore in Campo
- San Salvatore in Onda
- Santo Spirito dei Napoletani
- San Tommaso ai Cenci
- San Tommaso di Canterbury
- Santissima Trinità dei Pellegrini

Igrejas desconsagradas
- San Giovanni in Ayno
- Trinità al Monte di Pietà (Santa Maria del Soccorso al Monte di Pietà)

Igrejas demolidas
- San Bartolomeo dei Vaccinari
- San Francesco d'Assisi a Ponte Sisto‎
- Santa Maria dei Calderari (Santa Maria in Cacaberis)
- San Martino ai Pelamantelli
- San Nicola degli Incoronati
- Santa Teresa a Monserrato‎
- Santi Teresa e Giovanni della Croce dei Carmelitani
- Santi Vincenzo e Anastasio alla Regola (SantiVincenzo ed Anastasio dei Cuochi)

## Ligações históricas
- «História e mapas do rione» (em inglês). Andrea Polletti
- «Rione Regola» (em italiano). Roma Segreta
- «Rione VII Regola» (em inglês). Rome Art Lover
- «Fronteira do Rione Regola» (em inglês). GoogleMaps